# Information Technology and Security
«Information Technology and Security» – друковане фахове наукове видання, засноване Інститутом спеціального зв'язку та захисту інформації КПІ ім. Ігоря Сікорського для опублікування основних наукових результатів дисертацій та наукових праць здобувачами наукових ступенів і вчених звань, а також вищої освіти за ступенем магістр. Після однорічної паузи поновлено з 2015 року.

## Галузь та проблематика збірника
Тематична спрямованість: публікація оригінальних і оглядових робіт з основних проблем сучасних інформаційних технологій, інформаційної безпеки, інформаційного протиборства, протидії використанню соціальної інженерії, кібербезпеки та захисту критичних інфраструктур, математичного та комп'ютерного моделювання, захисту інформації в інформаційно-телекомунікаційних системах та мережах (в тому числі з питань захисту персональних даних), менеджменту інформаційної безпеки і ризиків безпеки інформації тощо.

## Редакційний штат
Головний редактор
Субач Ігор Юрійович, Інститут спеціального зв’язку та захисту інформації КПІ ім. Ігоря Сікорського, Київ, Україна
Відповідальний секретар
Цуркан Василь Васильович, Інститут спеціального зв'язку та захисту інформації КПІ ім. Ігоря Сікорського, Київ, Україна

## Редакційна колегія
Винничук Степан Дмитрович, д-р техн. наук, старш. наук. співроб., Інститут проблем моделювання в енергетиці ім. Г.Є. Пухова Національної академії наук України, Київ, Україна.
Блаунштейн Натан Олександрович, д-р техн. наук, проф., Університет імені Давида Бен-Гуріона в Негеве, Беер-Шева, Ізраїль.
Денчев Стоян, д-р екон. наук, проф., Університет бібліотекознавства та інформаційних технологій, Софія, Болгарія.
Додонов Олександр Георгійович, д-р техн. наук, проф., Інститут проблем реєстрації інформації Національної академії наук України, Київ, Україна.
Ерохін Віктор Федорович, д-р техн. наук, проф., Інститут спеціального зв'язку та захисту інформації Національного технічного університету України "Київський політехнічний інститут імені Ігоря Сікорського", Київ, Україна.
Іванченко Сергій Олександрович, д-р техн. наук, доц., Інститут спеціального зв'язку та захисту інформації Національного технічного університету України "Київський політехнічний інститут імені Ігоря Сікорського", Київ, Україна.
Йоцов Володимир, д-р екон. наук, проф., Університет бібліотекознавства та інформаційних технологій, Софія, Болгарія.
Карпінський Микола Петрович, д-р техн. наук, проф., Університет у Бєльсько-Бялій, Бєльсько-Бя́ла, Польща.
Ланде Дмитро Володимирович, д-р техн.професор, Інститут проблем реєстрації інформації Національної академії наук України, Київ, Україна.
Мохор Володимир Володимирович, д-р техн. наук, професор, Інститут проблем моделювання в енергетиці ім. Г.Є. Пухова Національної академії наук України, Київ, Україна.
Начев Атанас, д-р техн. наук, проф., Шуменський університет імені Єпископа Костянтина Преславського, Шумен, Болгарія.
Стіренко Сергій Григорович, д-р техн. наук, доц., Національний технічний університет України "Київський політехнічний інститут імені Ігоря Сікорського", Київ, Україна.
Толюпа Сергій Васильович, д-р техн. наук, проф., Київський національний університет імені Тараса Шевченка, Київ, Україна.
Ходжинов Владимир, д-р техн. наук, проф., Кошалінський технічний університет, Кошалін, Польща.
Циганок Віталій Володимирович, д-р техн. наук, старш. наук. співроб., Інститут проблем реєстрації інформації Національної академії наук України, Київ, Україна.